# Spalnoye
Spalnoye (en ruso: Спальное) es un pueblo ruso perteneciente al óblast de Kursk. Situado en el suroeste del país, forma parte del distrito de Sudzha.
El pueblo se encuentra ocupado por Ucrania desde el 23 de agosto de 2024, en el marco de la Incursión ucraniana en el óblast de Kursk de agosto de 2024.

## Geografía
Spalnoye está situado a orillas del río Psel, 18 km al sureste de Sudzha y 88 km al suroeste de Kursk.   

## Historia
El 23 de agosto de 2024, el pueblo fue escenario de una incursión en la óblast de Kursk de las Fuerzas Armadas de Ucrania .El 15 de agosto, el gobierno ucraniano anunció la formación de una administración militar para brindar ayuda humanitaria a los civiles y mantener la ley y el orden, donde posteriormente se integró a Spalnoye.

## Demografía
La evolución demográfica de Spalnoye entre 2002 y 2010 fue la siguiente:
| 239                            | 139 |
| (Fuente: Population of Russia) |     |

## Infraestructura

### Transporte
El pueblo está en la carretera 38N-029 Borki-Spalnoye y a 1,5 km de la carretera 38N-515, que une Majnovka, Plejovo y Ulanok.